# Thuidium papillosum
Thuidium papillosum là một loài rêu trong họ Thuidiaceae. Loài này được (Lindb.) Kindb. mô tả khoa học đầu tiên năm 1885.